# That's the Way of the World
| 전문가 평가     | 전문가 평가  |
| 평가 점수       | 평가 점수    |
| 출처            | 점수         |
| --------------- | ------------ |
| Allmusic        | .            |
| Variety         | (favorable)  |
| Village Voice   | (B+)         |
| Boston Globe    | (favourable) |
| Rolling Stone   | (mixed)      |
| Vibe            | (favorable)  |
| LA Weekly       | (favourable) |
| Stereo Review   | (favorable)  |
| Chicago Tribune | (favourable) |
| BBC             | (favourable) |

《That's the Way of the World》는 1975년 3월 15일, 컬럼비아 레코드가 발매한 미국의 밴드 어스, 윈드 & 파이어의 여섯 번째 스튜디오 음반이다. 1975년 동명의 영화의 사운드트랙이기도 했다. 이 음반은 빌보드 200과 톱 솔 음반 차트에서 모두 1위로 올랐다. 《That's Way of the World》는 또한 미국 음반 산업 협회로부터 트리플 플래티넘 인증을 받았다.

## 개요
《That's the Way of the World》는 어스, 윈드 & 파이어의 리더인 모리스 화이트와 찰스 스테프니에 의해 제작되었다. 이 음반은 빌보드 200 차트에서 3주 동안 1위를 했다. 《That's the Way of the World》 또한 모두 5주 동안 빌보드 톱 솔 음반 차트에서 1위를 지켰다.

## 싱글
싱글 〈Shining Star〉는 빌보드 핫 100과 핫 솔 싱글 차트에서 모두 1위에 올랐다. 〈Shining Star〉는 이후 그래미 어워드 최우수 R&B 퍼포먼스상을 수상했다. 이 음반의 타이틀곡은 빌보드 핫 솔 싱글 차트에서 5위, 핫 100 차트에서 12위에 올랐다.

## 곡 목록
| #  | 제목                            | 작사·작곡                                   | 재생 시간 |
| -- | ------------------------------- | ------------------------------------------- | --------- |
| 1. | 〈Shining Star〉                | 필립 베일리, 래리 던, 모리스 화이트         | 2:50      |
| 2. | 〈That's the Way of the World〉 | 찰스 스테프니, 버딘 화이트, M. 화이트       | 5:45      |
| 3. | 〈Happy Feelin'〉               | 알 맥케이, V. 화이트, 베일리, 던, M. 화이트 | 3:35      |
| 4. | 〈All About Love〉              | 던, 화이트                                  | 6:35      |

| #  | 제목                  | 작사·작곡                   | 재생 시간 |
| -- | --------------------- | --------------------------- | --------- |
| 5. | 〈Yearnin' Learnin'〉 | 베일리, 스테프니, M. 화이트 | 3:39      |
| 6. | 〈Reasons〉           | 베일리, 스테프니, M. 화이트 | 4:59      |
| 7. | 〈Africano〉          | 던, 화이트                  | 5:09      |
| 8. | 〈See the Light〉     | 루이즈 앵글린, 베일리, 던   | 6:18      |